# Peter-Michael Diestel

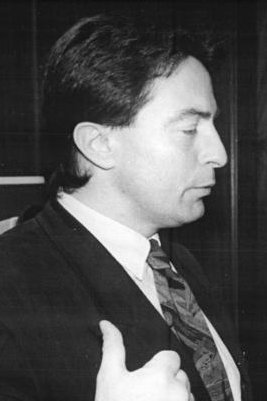
Peter-Michael Diestel

Peter-Michael Diestel (Prora (Rügen), 14 februari 1952) is een Duits advocaat en politicus (DSU, CDU). Hij was van 12 april tot 2 oktober 1990 plaatsvervangend voorzitter van de Ministerraad van de DDR onder Lothar de Maizière.

## Biografie
Peter-Michael Diestel studeerde van 1974 tot 1978 rechten aan de Karl-Marx Universiteit te Leipzig in de toenmalige Duitse Democratische Republiek (DDR). Van 1978 tot 1989 was hij hoofdjurist bij de agrarische industrievereniging te Delitzsch. In 1986 promoveerde hij tot doctor in de rechten na een dissertatie over het recht binnen de zogenaamde Landwirtschaftliche Produktionsgenossenschaft (LPG).
Peter-Michael Diestel was in december 1989 een van de oprichters van de Christlich-Soziale Partei Deutschlands (CSPD) die in januari opging in de Deutsche Soziale Union (DSU). De DSU was een van de partijen die na de eerste vrije Volkskammerverkiezingen in maart 1990 werd opgenomen in het coalitiekabinet van Lothar de Maizière. Diestel trad tot het kabinet toe als vicepremier en minister van Binnenlandse Zaken (12 april 1990). Het kabinet-De Maizière was het eerste en enige nietcommunistische kabinet van de DDR en streefde hereniging van de beide Duitslanden toe. In juni 1990 trad hij uit de DSU en sloot zich aan bij de Christlich Demokratische Union (CDU).
Als minister van Binnenlandse Zaken was er veel kritiek op het optreden van Diestel. Onder zijn bewind werden talrijke Stasi-dossiers vernietigd en behielden veel Stasi-agenten hun positie op het ministerie.
Na de Duitse hereniging was Diestel lijsttrekker van de CDU in Brandenburg. De CDU werd in Brandenburg echter verslagen door de SPD van Manfred Stolpe (14 oktober 1990). Stolpe vormde daarop een kabinet vormde zonder de CDU. Van 1990 tot 1994 was Diestel lid van de Landdag van Brandenburg en van 1990 tot 1992 was hij oppositieleider.
Sinds 1993 is hij werkzaam als advocaat. Als advocaat verdedigt hij veel oud-medewerkers van de Ministerium für Staatssicherheit (MfS).

## Bron
- Wer war wer in der DDR? Ch. Links Verlag, Berlijn 2000